# Martenica

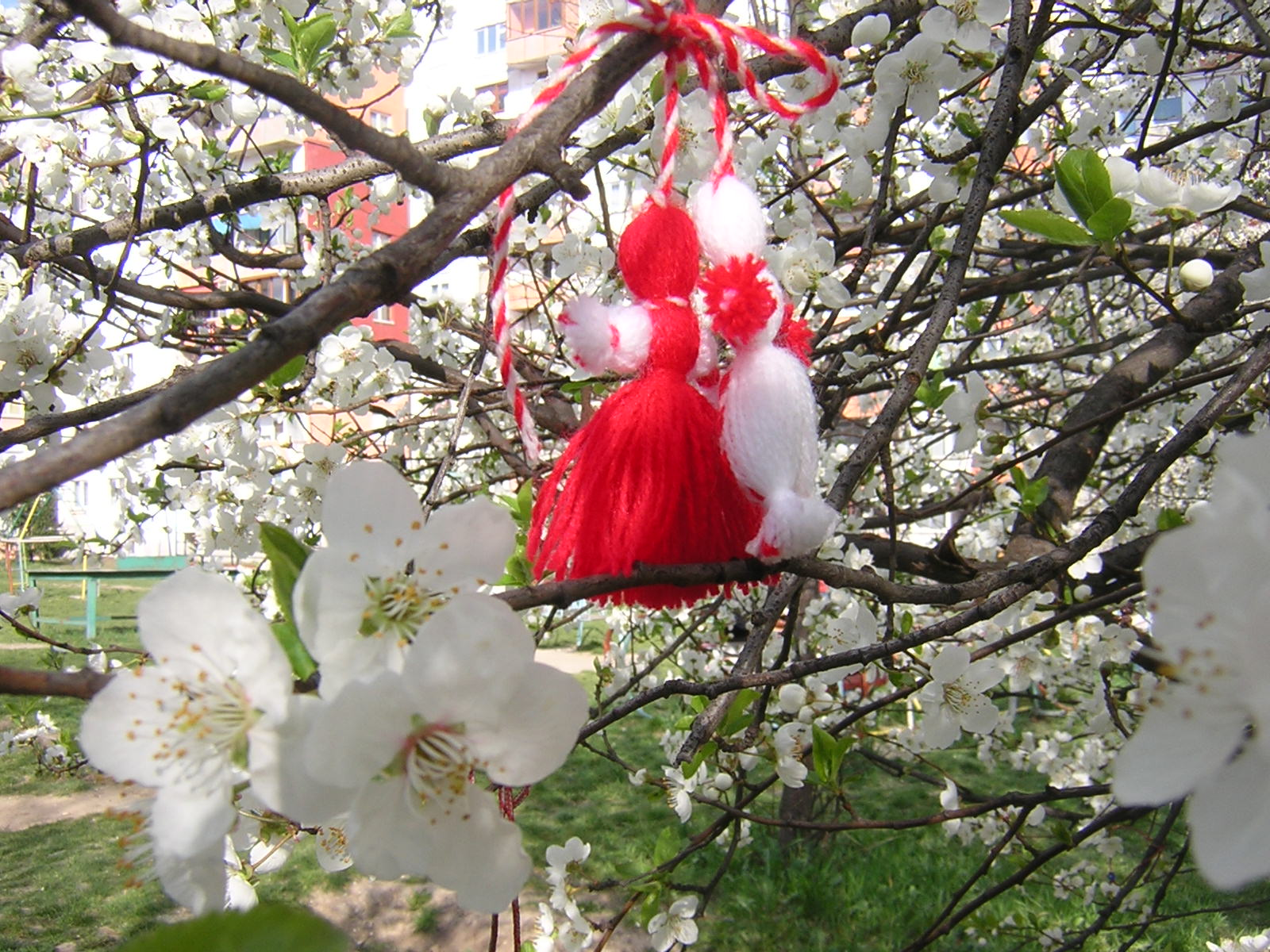
Tradiční martenici

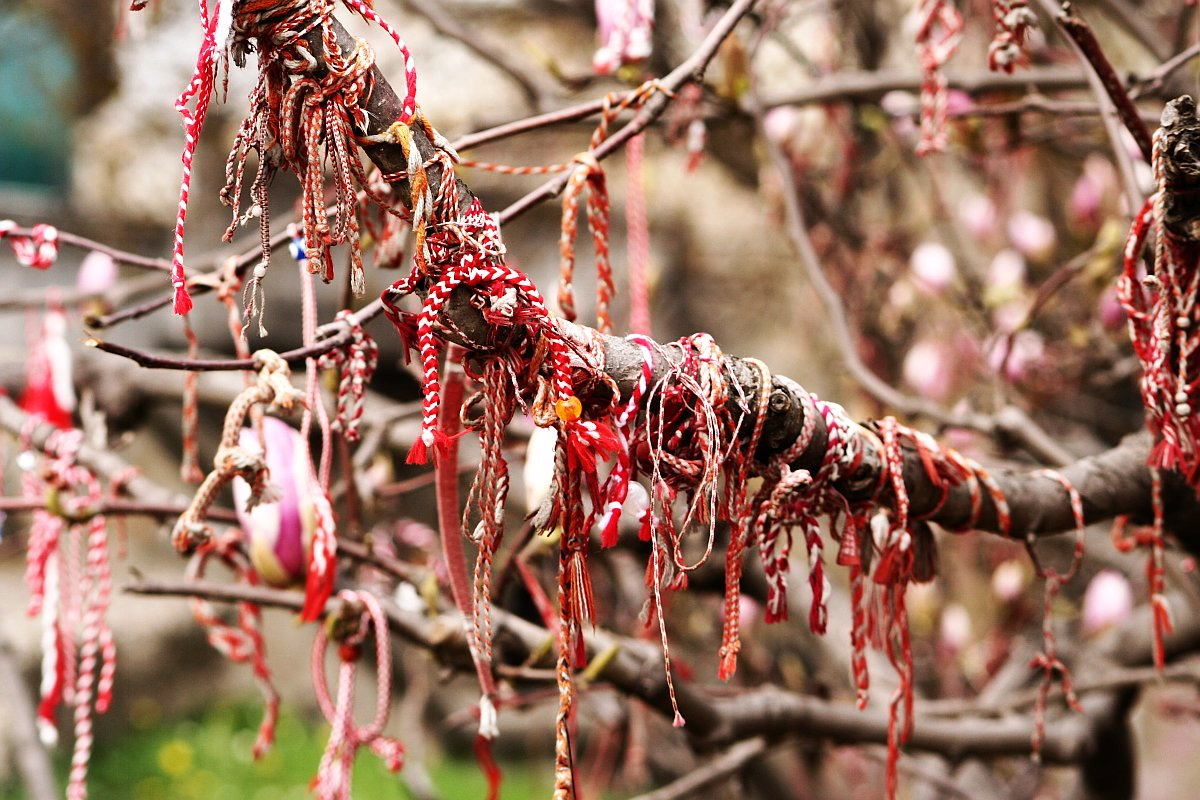
Moderní, zjednodušené martenici

Martenica (bulharsky: мартеница), v Makedonii též Martinka (мартинка) je panenka z vlněné příze, která je součástí bulharské a makedonské folklórní tradice vítání jara. Pletou se obvykle dvě tyto panenky - bílá (symbol mužství) a červená (symbol ženství). Bílá se nazývá pižo (Пижо) a červená penda (Пенда). Moderní zjednodušená tradice již z bílé a červené vlny neplete panenky, ale jen splétá provázek, nebo se na nit navlékají bílé a červené korálky. Na tzv. Den Baby Marty (1. března) si pak lidé martenici darují (člověk by si ji neměl vyrobit pro sebe) a nosí je pak připnuté na oděvu, kolem zápěstí nebo krku, a to do té doby, dokud neuvidí čápa, vlaštovku nebo kvetoucí strom. Další postup je v různých oblastech různý, nejčastěji se pak martenica uváže na větévku ovocného stromu. Jinde se klade pod kámen a druh hmyzu, který je vedle ní druhý den nalezen, určuje osud člověka po zbytek roku. Larvy nebo červi značí zdraví, mravenci úspěch. Za špatné znamení se naopak považuje pavouk. V roce 2017 byla tato tradice zapsána na seznam nehmotného kulturního dědictví lidstva UNESCO.
Mužsko-ženská symbolika je jen jeden z výkladů, podle jiných bílá symbolizuje čistotu a červená vášeň, někteří etnologové též soudí, že bílá symbolizuje tající sníh a červená západ slunce. Baba Marta (bulharsky: Баба Марта) je v bulharském folklóru symbol března, neboli končící zimy. Je to nevrlá stará dáma, jejíž nálada se velmi rychle mění. První vracející se čáp nebo vlaštovka je důkaz toho, že Baba Marta je v dobré náladě a chystá se odejít na odpočinek.
Podobné tradice existují v Řecku, Albánii, Rumunsku a Moldavsku. Někteří etnologové soudí, že kořen tradice je thrácký, jiní hledají základ ve starořeckých Eleusinských mystériích. Oblíbená bulharská legenda spojuje vznik tradice s bitvou u Ongalu roku 680, v níž se střetl bulharský chán Asparuch s byzantskými vojsky. Bulhaři zvítězili a Asparuch měl poté do zázemí vyslat holubici s připevněnými bílými nitěmi, což byl dohodnutý signál značící bulharské vítězství. Vlákna se však během letu zkrvavila a tak prý vznikla první martenica.
V Rumunsku a Moldavsku existuje podobný zvyk zvaný mărțișor.